# ウェイバック -脱出6500km-
『ウェイバック -脱出6500km-』（原題: The Way Back）は、第二次世界大戦中にシベリアのグラグ（強制労働収容所）から逃れる一行を描く2010年のアメリカ合衆国の戦争ドラマ映画。
ポーランド人のスラヴォミール・ラウイッツによる1956年の書籍 The Long Walk (後述) が原案。ピーター・ウィアーとキース・クラークが脚本を書き、ウィアーが監督を務めた。

## イントロ
1939年、ポーランドは国土をナチス・ドイツとソビエト連邦に分割占領された。ポーランド人兵士ヤヌシュ (ジム・スタージェス) は、ソ連占領下地域にてスパイ容疑で逮捕され、ソ連の将校 (ザハリー・バハロフ) に尋問されるが、罪を認めることはしなかった。ヤヌシュは20年の懲役を宣告され、妻 (サリー・エドワーズ) をポーランドに残して、1940年にスターリン体制下のソ連の強制労働収容所へ送られる。
シベリアの収容所での過酷な環境で囚人が次々と死んでいくのを目にしたヤヌシュに、収容所に長くいるロシア人俳優カバロフ (マーク・ストロング) が脱獄話を持ちかける。同じく収容所生活が長いアメリカ人技師ミスター・スミス (エド・ハリス) からはカバロフの話を本気にしないよう言われるが、本気なら付いていくとも言われる。
ヤヌシュは、画家志望のケーキ職人トマシュ (アレクサンドル・ポトチェアン) と夜盲症の若者カジク (セバスチャン・アーツェンドウスキ) というポーランド人二人を仲間に引き入れる。他にラトビア人牧師ヴォス (グスタフ・スカルスガルド) とユーゴスラビア人会計士ゾラン (ドラゴス・ブクル) も仲間に入れ、脱出計画を練る。
脱出直前、ロシア人ヴァルカ (コリン・ファレル) から仲間に入れるようヤヌシュは強要される。ヴァルカは収容所で幅をきかせるロシアの犯罪集団ウルキの一員だが、借金が嵩んで命が危うくなっていたのだ。
こうして寄せ集め集団の彼らは真冬のシベリアに飛び出し、南を目指す。集団農場から脱走した少女イリーナ (シアーシャ・ローナン) もバイカル湖手前から加わり、結束しながら氷点下の世界をひたすら歩く。モンゴルとの国境を超え、ソ連を脱したのを喜んだのも束の間、そこはソ連と密接な関係をもつ共産主義国家だと知る。モンゴルも、その南に位置する戦時中の中国も安泰ではない。それならばと、灼熱のゴビ砂漠、世界の屋根ヒマラヤ山脈を越え、自由を求め彼らはイギリス領インド帝国を歩いて目指すのだった。

## キャスト
| 役名             | 俳優                             | 日本語吹替 |
| ---------------- | -------------------------------- | ---------- |
| ヤヌシュ         | ジム・スタージェス               | 川田紳司   |
| ミスター・スミス | エド・ハリス                     | 菅生隆之   |
| イリーナ         | シアーシャ・ローナン             | 安藤瞳     |
| ヴァルカ         | コリン・ファレル                 | 西凜太朗   |
| カバロフ         | マーク・ストロング               | 加藤亮夫   |
| ヴォス           | グスタフ・スカルスガルド         |            |
| トマシュ         | アレクサンドル・ポトチェアン     |            |
| カジク           | セバスチャン・アーツェンドウスキ | 古川裕隆   |
| ゾラン           | ドラゴス・ブクル                 |            |

## 製作
撮影はブルガリア、モロッコ、インドで65日間に亘り行われた。

## 背景
映画はシベリアのグラグを逃れ自由を求めてインドまで4,000マイルを歩いたとするスラヴォミール・ラウイッツの The Long Walk (後述) に大まかに基づいている。同書は50万部以上を売り上げ、その軌跡を辿る者も現れた。2006年にBBCがラウイッツ自身によるものを含む様々な記録を検証した報告によると、ラウイッツは実際には1942年、ソ連によって釈放されていた。2009年5月には第二次世界大戦で戦ったイギリスに住むポーランド人ヴィトルド・グリンスキが、物語は事実であるが、ただしそれは彼の身に起きたことであると申し出た。しかし、グリンスキの主張には数多くの疑問が呈されている。また、1942年にシベリアのグラグから逃れた一団がインドに辿り着いたと言われているが、これにもまた疑いが示されている。監督のピーター・ウィアーは、脱出の出来事は実際にあったと主張しながらも、映画そのものは「本質的にはフィクション」であると述べている。
物語のような出来事が実際に起こったかは別として、大戦中にソ連を逃れようとして危険な旅を迫られたポーランド人がいたことは事実である。これらの記録はロンドンのスコルスキ博物館やスタンフォード大学のフーヴァー戦争・革命・平和研究所に残されている。また、マイケル・クルーパの『Shallow Graves in Siberia』は比較的信憑性の高い英語で書かれた脱出者の自伝の一つである。

## 評価
本作は批評家から概ね高い評価を受けた。映画のレビューを集積するウェブサイトRotten Tomatoesによると、121個のレビューのうち74%が映画に高い評価を与え、評価の平均は6.8/10だった。

## 原作
原作は、スラヴォミール・ラウイッツが口述し、ロナルド・ダウニングが著した1956年の書籍 The Long Walk 。日本語訳は1958年に『ゴビ沙漠を越えて ヒマラヤに住む雪男』 (小野武雄 訳、鳳映社)、2005年に『脱出記 シベリアからインドまで歩いた男たち』 (海津正彦 訳、ソニー・マガジンズ、ISBN 4-7897-2630-4) がある。海津正彦訳は、2007年にヴィレッジブックスから文庫化された。

## その他
- 似た内容の作品に2001年のドイツ映画『9000マイルの約束』 So weit die Füße tragen がある。第二次世界大戦で捕虜となったドイツ兵が、シベリアの収容所から祖国ドイツを目指して歩いて逃げる。Cornelius Rost（別名：クレメンス・フォレル）の実体験を描いた、ヨゼフ・マーティン・バウアー（ドイツ語版）による1955年の同名書籍の映画化。
- 当時のインド・ヒマラヤ・チベットを舞台とした作品に1997年のアメリカ映画『セブン・イヤーズ・イン・チベット』 Seven Years in Tibet がある。イギリス領インド帝国に来たドイツ登山隊が、第二次世界大戦の英独開戦により身柄を拘束され、隊員のオーストリア人ハインリヒ・ハラーがヒマラヤ山脈を越えてチベットへ逃れる。ハラー自身による1952年の書籍『チベットの七年』が原案。
- ナショナルジオグラフィック協会協賛作品
- 監督として本作品の製作に携わったピーター・ウィアーはこれ以降、映画製作には携わっておらず、半ば引退状態となっていたが、2024年3月にウィアーが既に監督業から引退していることを正式に表明したため、ウィアーが監督を務めた最後の作品となった[13]。